# إليك ميلن (لاعب كرة قدم)
إليك ميلن (بالإنجليزية: Alec Milne)‏ (29 سبتمبر 1889 في المملكة المتحدة - 1970 بدونكاستر في المملكة المتحدة) هو لاعب كرة قدم بريطاني (وحمل سابقاً جنسية المملكة المتحدة لبريطانيا العظمى وأيرلندا) في مركز الظهير. لعب مع ستوك سيتي ونادي دونكاستر روفرز وHebburn Argyle F.C. ‏ وWest Stanley F.C. ‏.